# Uibărești, Hunedoara

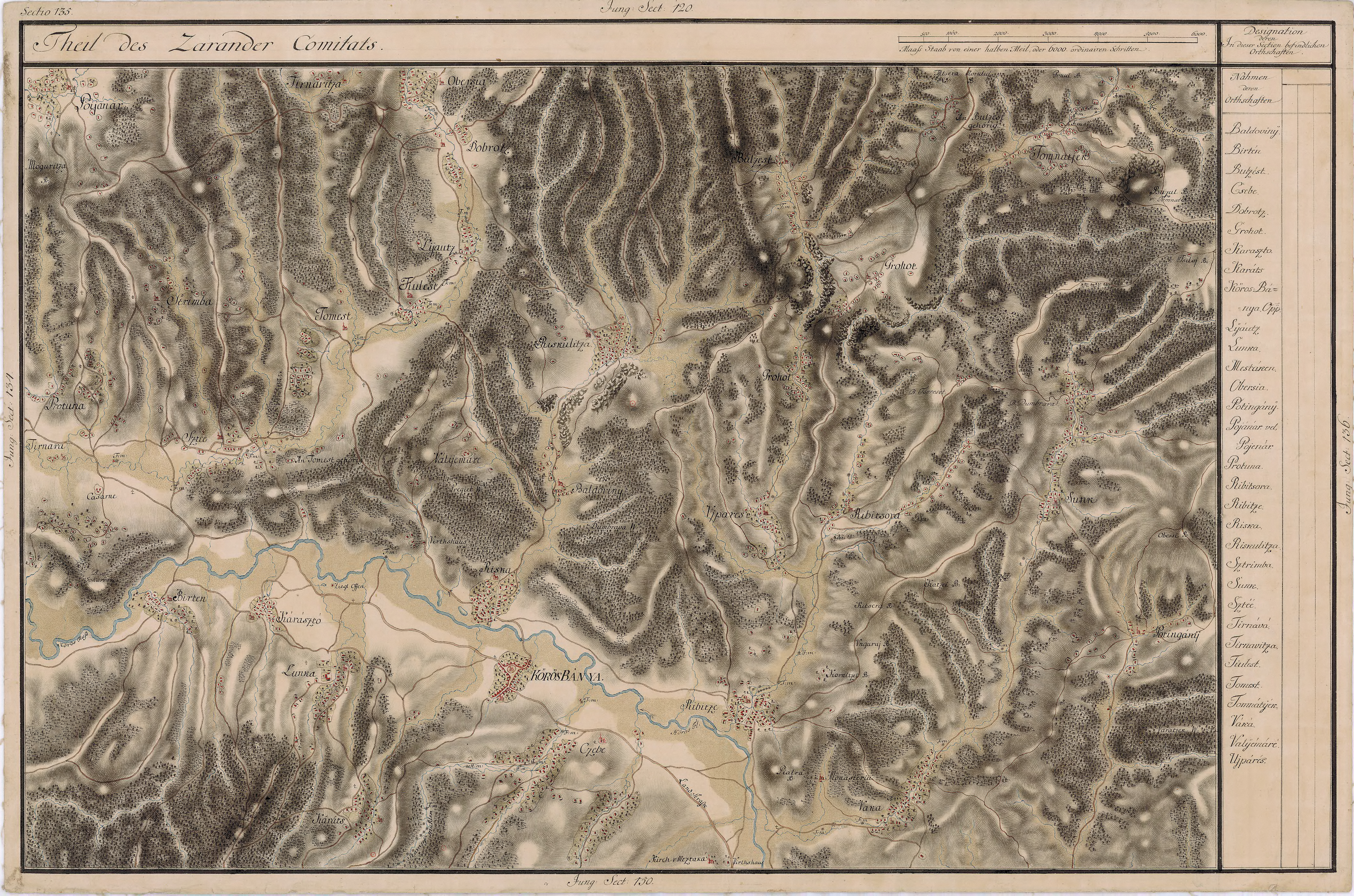
Uibărești în Harta Iosefină a Transilvaniei, 1769-73

Uibărești este un sat în comuna Ribița din județul Hunedoara, Transilvania, România.

## Imagini

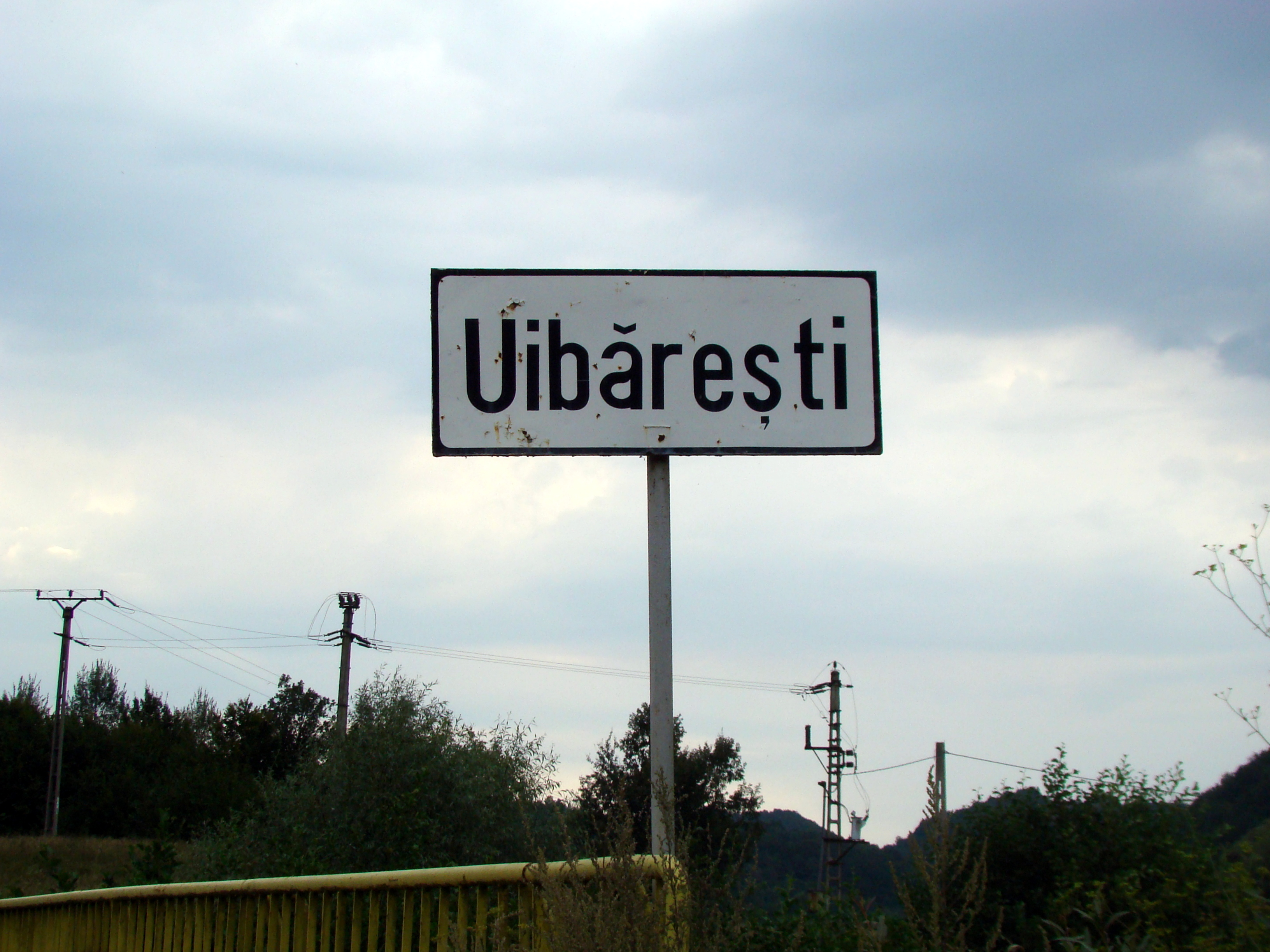
Intrarea în localitate
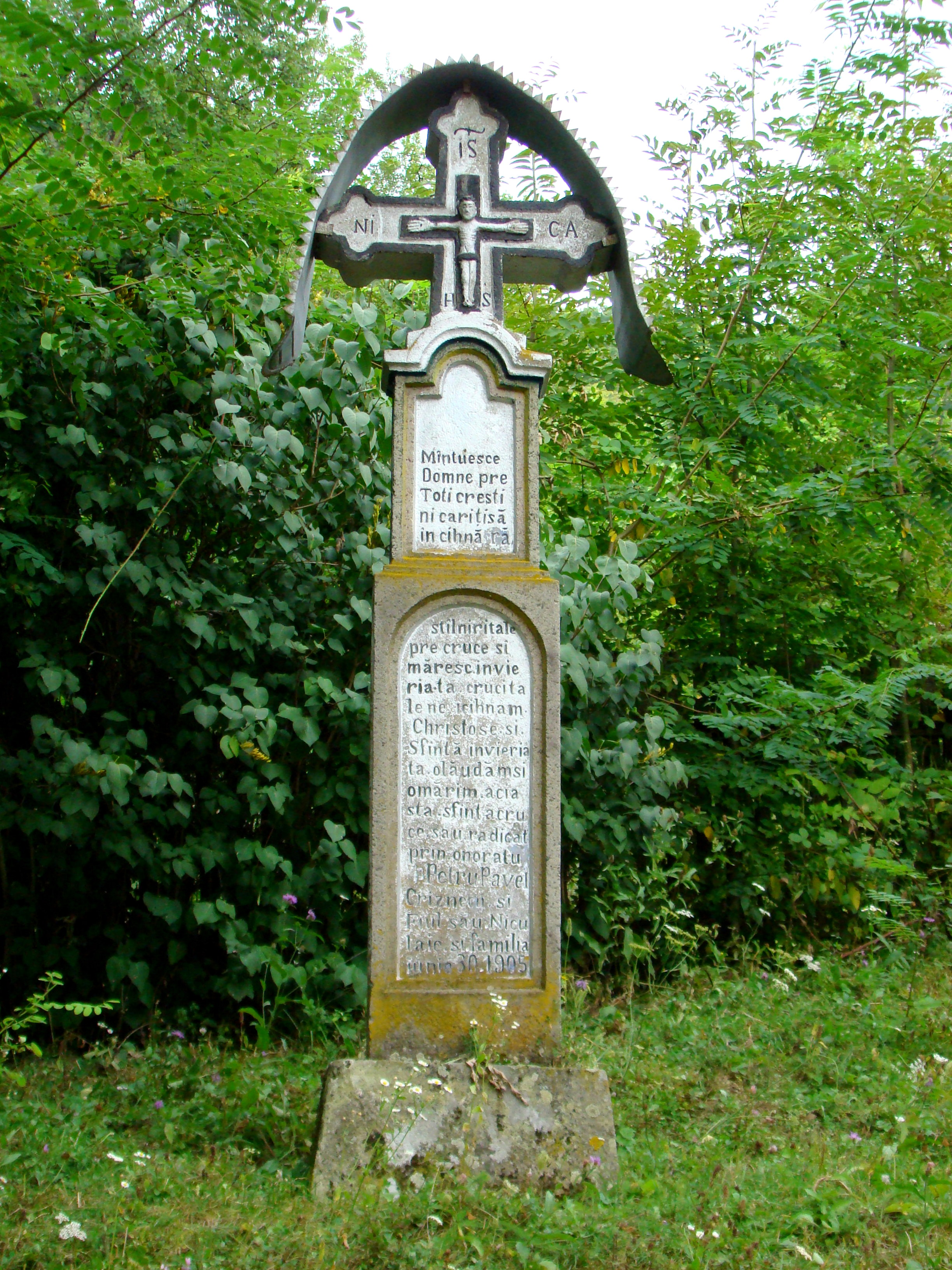
Troița